# Liste der Stolpersteine in Aschaffenburg
Liste der Stolpersteine in Aschaffenburg, mit denen der Künstler Gunter Demnig an das Schicksal der Menschen erinnert, die im Nationalsozialismus ermordet, deportiert, vertrieben oder in den Suizid getrieben wurden. Die Tabelle ist teilweise sortierbar; die Grundsortierung erfolgt alphabetisch nach dem Familiennamen.
| Bild | Name                                                         | Standort                               | Verlegedatum  | Leben |
| ---- | ------------------------------------------------------------ | -------------------------------------- | ------------- | --- |
|      | Glicka Baitel                                                | Roßmarkt 10 ·                          | 26. Apr. 2010 | Glicka Baitel geb. Fried (Fuld) (* 10. August 1869 in Łódź, Russisches Kaiserreich (Polen); † 5. November 1942 Theresienstadt), wohnhaft in Aschaffenburg seit Oktober 1915. Ihr Ehemann Selig Baitel, Mustermacher (* 8. März 1851 in Błędów, Russ. Kaiserr.; † 3. November 1933 in Aschaffenburg, beerdigt im jüdischen Teil des Altstadtfriedhofs Aschaffenburg). Kinder: Zelly Baitel (* 27. Dezember 1897 in Łódź), verh. Moschele Laib Blum in Ludwigshafen am Rhein, Bronja Baitel (* 12. Oktober 1899 in Łódź † im Osten) verh. Simon Ehrlich, Uhrmacher, Aschaffenburg, Benjamin Baitel (* 8. Februar 1902 in Łódź, † 27. Juli 1921 in Aschaffenburg). Sie betrieb einen Weiß- und Manufakturwarenhandel, Roßmarkt 10 (abgemeldet 30. Dezember 1938). Festnahme am 28. Oktober 1938 und Transport an die polnische Grenze, zurücktransportiert. Deportiert am 10. September 1942 von Würzburg nach Theresienstadt. Sie starb im KZ Theresienstadt (Ghetto). |
|      | Regine Bamberger                                             | Riesengasse 4 ·                        | 20. Sep. 2008 | Regine Bamberger, geborene Schlachter (* 30. Mai 1880 in Braunsbach), Tochter des Viehhändlers, Lazarus Schlachter (1847–1928) und der Hermine geb. Schulmann (1845–1929), heiratete in Braunsbach den Viehhändler Jakob Bamberger (* September 1877 in Holzheim Kreis Gießen; † 18. Mai 1933 in Gambach (Münzenberg)). Ihr Sohn Manfred (* 9. Mai 1909 in Gambach) emigrierte 1940 in die USA. Die Witwe zog am 14. August 1939 nach Aschaffenburg Sandgasse 53. Von ihrem letzten Wohnsitz, Platanenallee 5, wurde sie am 23. April 1942 über Würzburg nach Kraśniczyn deportiert und ermordet. |
|      | Berta Baumann geb. Löwenthal                                 | Fabrikstraße 4 ·                       | 17. März 2009 | Berta Baumann Tochter des Leopold Löwenthal und der Jette Löwenthal, geb. Gernsheimer (* 5.12.1894 in Hösbach) war seit 1924 mit Benno Baumann (* 18. Februar 1899 in Mittelsinn) Sohn des Jakob Baumann (1873–1943) und der Amalie geb. Levi (1874–1940) verheiratet, der am 19. Februar 1940 in die USA emigrierte. Berta Baumann wurde mit ihren minderjährigen Kindern Werner (* 1926 in Nürnberg) und Inge (* 1930 in Aschaffenburg) am 23. April 1942 über Würzburg nach Kraśniczyn deportiert und im Osten ermordet. |
|      | Inge Baumann                                                 | Fabrikstraße 4 ·                       | 17. März 2009 | Inge Baumann (* 25. September 1930 in Aschaffenburg) wurde mit ihrer Mutter Berta Baumann geb. Löwenthal und ihrem Bruder Werner (* 1926 in Nürnberg) am 23. April 1942 über Würzburg nach Kraśniczyn deportiert und im Osten ermordet. |
|      | Jakob Baumann                                                | Badergasse 9 ·                         | 17. März 2009 | Jakob Baumann (* 25. Januar 1873 in Adelsberg; † 3. Juni 1943 in Theresienstadt), Sohn der Jette Baumann (1849–1930), heiratete am 10. Oktober 1898 in Mittelsinn Amalie Levi (* 24. September 1874 in Mittelsinn; † 22. November 1940 in Aschaffenburg), Tochter des Viehhändlers Josef Levi (1849–1931) und Regine geb. Nußbaum (1846–1900). Sie hatten vier Kinder, Benno (* 18. Februar 1899 in Mittelsinn) verh. mit Berta Löwenthal, Rosa (* 10. April 1902 in Mittelsinn) verheiratete Frank in New York, Rosa (* 10. November 1907 in Mittelsinn) verheiratet mit Julius Löwenthal, Metzger und Ludwig, (* 29. November 1918 in Mittelsinn), Kellner in New York. Jakob Baumann zog am 12. November 1938 zusammen mit seiner Gattin Amalie in die Aschaffenburger Badergasse 9. Amalie Baumann starb am 22. November 1940 und wurde im jüdischen Teil des Aschaffenburger Altstadtfriedhofs beigesetzt. Jakob Baumann wurde am 10. September 1942 von Würzburg ins KZ Theresienstadt deportiert und starb dort. |
|      | Werner Baumann                                               | Fabrikstraße 4 ·                       | 17. März 2009 | Werner Baumann (* 9. Oktober 1926 in Nürnberg) wurde mit seiner Mutter Berta Baumann geb. Löwenthal und seiner Schwester Inge (* 1930 in Aschaffenburg) am 23. April 1942 über Würzburg nach Kraśniczyn deportiert und im Osten ermordet. |
|      | Paul Boschmann                                               | Pfaffengasse 9                         | 30. Mai 2015  | Paul Boschmann (* 4. Juni 1885 in Elberfeld; † 24. Dezember 1940 in Berlin) Sohn des Werkführers Peter Boschmann und der Magdalena geb. Dohmen in Elberfeld. Der Redakteur promovierte zum Doktor der Philosophie und heiratete am 16. September 1916 in Neuss Elisabeth Pfeill (* 27. Juli 1891 in Neuss), Tochter des Besitzers Kurt Pfeill und der Hubertina geb. Rost in Neuss. Das Paar hatte vier Kinder. Am 15. November 1929 zog Dr. Paul Boschmann von Duisburg nach Aschaffenburg, um die Stelle des Chefredakteurs beim Beobachter am Main anzutreten. Seine Familie kam am 1. Februar 1930 nach. Die Notverordnung über die Beschränkung des Versammlungs- und Presserechts kommentierte er in einem Leitartikel am 4. März 1933 „Auch ein Todtentanz“ in dem er Bezug nahm auf den gleichnamigen Holzschnitt des Malers Alfred Rethel (1816–1859) für eine mutige Charakterisierung der neuen Zeit: »...als ob’s ein neuer Heiland wär«. Dies brachte ihm ein sofortiges Berufsverbot und die Entlassung ein. Im Oktober 1933 verließ die Familie Aschaffenburg und zog nach Limburg an der Lahn, später nach Berlin, er fand aber keine sichere Anstellung mehr. Dr. Paul Boschmann war den Schikanen des Nazi-Regimes ausgesetzt und wurde mit Hausdurchsuchungen, Strafanzeigen und Arresten gequält; er starb am 24. Dezember 1940. Seine klare Haltung gegen die Nationalsozialisten hat er nie aufgegeben. |
|      | Christina Dina-Lina Bronne                                   | Goldbacherstraße 3 ·                   | 17. März 2009 | Christina Dina-Lina Bronne (* 19. Februar 1870 in Eichloch Kreis Oppenheim), Tochter des Handelsmanns Abraham Bronne und der Josefine geb. Mohr, kam am 27. Juli 1915 aus Calcar Kreis Cleve in die Goldbacherstraße 3 in Aschaffenburg. Sie wurde am 9. September 1942 über Würzburg in das Ghetto Theresienstadt verbracht und am 29. September 1942 in das Vernichtungslager Treblinka deportiert und dort ermordet. |
|      | Emma Cohn                                                    | Roßmarkt 29 ·                          | 26. Apr. 2010 | Emma Cohn (* 10. September 1867 in Höchst im Odenwald) geb. Krämer, Tochter des Mehlhändlers Lösermann Krämer (1830–1910) und der Karoline Eschelsbacher (1842–1904), heiratete am 5. Juli 1900 in Aschaffenburg den Kaufmann Alfred (Abraham Heynemann Cohn; * 3. Juli 1869 in Halberstadt; † 8. Mai 1901 in Tangermünde), Sohn des Hirsch Heynemann Cohn und der Fanny geb. Ney. Die beiden hatten eine Tochter Elfriede (* 18. Mai 1901 in Aschaffenburg). Emma betrieb 1927 bis 1931 eine Strumpfstrickerei und einen Wollwarenhandel im elterlichen Anwesen Roßmarkt 29; das Geschäft gab sie 1931 auf. Sie wurde am 9. September 1942 über Würzburg in das Ghetto Theresienstadt und am 29. September 1942 in das Vernichtungslager Treblinka deportiert und dort ermordet. Die Tochter Elfriede wurde bereits am 23. April 1942 über Würzburg nach Kraśniczyn deportiert und im Osten ermordet. Die Geschwister Emma, Regine (* 6. Oktober 1872 in Höchst), Sofie (* 26. Februar 1876 in Höchst) und Flora (* 4. Juni 1878 in Höchst) kamen mit ihren Eltern dem Handelsmann und Bäckermeister Lösermann (Elieser) Krämer (* 22. August 1830 in Höchst; † 29. Oktober 1910 in Aschaffenburg) und der Karoline (Gittel) Eschelbacher (15. August 1842 in Hardheim; † 10. Januar 1904 in Aschaffenburg), am 25. September 1882 nach Aschaffenburg, dort erwarb der Vater 1885 ein Haus im Roßmarkt 29. Von hier wurden Flora Krämer und ihre Nichte Elfriede Cohn am 23. April 1942 über Würzburg nach Kraśniczyn deportiert und im Osten ermordet. Regine und Sofie Krämer wurden am 22. September 1942 über Würzburg in das Ghetto Theresienstadt deportiert, Sofie verstarb am 14. Oktober 1942 in Theresienstadt, Regine wurde am 18. Mai 1944 nach Auschwitz verbracht und ermordet. |
|      | Gitta Dillenberger                                           | Riesengasse 4 ·                        | 20. Sep. 2008 | Gitta Dillenberger geb. Gerson (* 8. April 1892 in Mittelsinn bei Gemünden) Tochter des Viehhändlers Gerson Gerson (* 31. Januar 1861 in Mittelsinn bei Gemünden) und Mina geb. Gundersheimer (* 13. Januar 1865 in Mittelsinn bei Gemünden). Sie heiratete am 17. Dezember 1922 in Urspringen Max Moritz Friedrich Dillenberger (* 18. April 1889 in Urspringen bei Marktheidenfeld) Sohn des Bernhard Dillenberger (1855–1939) und der Betty geb. Frank (1861–1936). Sie hatten zwei Kinder Heinz (* 9. Januar 1924 in Urspringen) und Marga (* 1. Oktober 1927 in Urspringen). Die Familie zog am 16. Januar 1930 nach Aschaffenburg in die Pfaffengasse 12. Die Hausfrau und Mutter war auch als Krankenschwester tätig. Gemeinsam mit ihrem Mann und den beiden Kindern wurde sie am 23. April 1942 aus der Maximilianstraße 14 über Würzburg nach Krasnyczin deportiert und ermordet. |
|      | Heinz Dillenberger                                           | Riesengasse 4 ·                        | 20. Sep. 2008 | Heinz Dillenberger(* 9. Januar 1924 in Urspringen bei Marktheidenfeld) zog mit seinen Eltern Max Moritz Friedrich Dillenberger (* 1889-) und Gitta geb. Gerson (* 1892) und seiner Schwester Marga (* 1927) nach Aschaffenburg. Er zog am 1. Mai 1938 nach Berlin kam aber wieder zurück und wurde am 23. April 1942 gemeinsam mit den Eltern und der Schwester über Würzburg nach Krasnyczin deportiert und ermordet. |
|      | Marga Maria Dillenberger                                     | Riesengasse 4 ·                        | 20. Sep. 2008 | Marga Maria Dillenberger (* 1. Oktober 1927 in Urspringen bei Marktheidenfeld) zog mit ihren Eltern Max Moritz Friedrich Dillenberger (* 1889) und Gitta geb. Gerson (* 1892) und dem Bruder Heinz (* 1924) nach Aschaffenburg. Sie wurde am 23. April 1942 gemeinsam mit den Eltern über Würzburg nach Krasnyczin deportiert und ermordet. |
|      | Max Dillenberger auch Max Moritz Friedrich Dillenberger      | Riesengasse 4 ·                        | 20. Sep. 2008 | Max Moritz Friedrich Dillenberger (* 18. April 1889 in Urspringen bei Marktheidenfeld) Sohn des Bernhard Dillenberger (1855–1939) und der Betty geb. Frank (1861–1936) heiratete am 17. Dezember 1922 in Urspringen Gitta geb. Gerson (* 8. April 1892 in Mittelsinn) Tochter d. Gerson Gerson und. Mina geb. Gundersheimer. Sie hatten zwei Kinder Heinz (* 9. Januar 1924 in Urspringen) und Marga (* 1. Oktober 1927 in Urspringen). Die Familie zog am 16. Januar 1930 nach Aschaffenburg in die Pfaffengasse 12. In der Riesengasse 4 betrieb Max Dillenberger eine koschere Metzgerei, die 1939 geschlossen wurde. Er wurde am 23. April 1942 gemeinsam mit seiner Frau und den beiden Kindern aus der Maximilianstraße 14 über Würzburg nach Krasnyczin deportiert und ermordet. |
|      | Babette Dilsheimer                                           | Herstallstraße 39 ·                    | 20. Sep. 2008 | Babette Dilsheimer geb. Weil (* 20. Januar 1864 in Baiersdorf bei Erlangen; † 9. September 1942 in Aschaffenburg) Tochter der Kaufmannseheleute Salomon Weil und Sophie geb. Hecht aus Nürnberg heiratete 1894 den Kaufmann, Kommerzienrat und Bankdirektor Oskar Otto Dilsheimer (* 16. Februar 1857 in Aschaffenburg; † 30. Dezember 1935 in Aschaffenburg) Sohn des Privatiers Simon Löb Dilsheimer (* 28. Februar 1813 in Aschaffenburg; † 13. Dezember 1893 in Aschaffenburg). Sie hatten zwei Kinder: Margarete-Gretchen (* 3. Juni 1885 in Nürnberg) verheiratet an den königl. Landgerichtsrat Max Wolfsthal in Regensburg und Anna (* 3. Juni 1885 in Aschaffenburg) heiratete am 20. März 1911 in Aschaffenburg den Rechtsanwalt und Landgerichtsrat Dr. Carl Nathan Oestreich (* 12. Juli 1877 in Aschaffenburg; † 16. Dezember 1961 London) Emigration 1939. Am 6. September 1942 schied Babette Dilsheimer zusammen mit vier jüdischen Mitbürgern sowie dem Ehepaar Wolfsthal in deren Wohnung durch Freitod aus dem Leben. siehe: (Haus Wolfsthalplatz) |
|      | Aenne Ehrlich                                                | Roßmarkt 10 ·                          | 26. Apr. 2010 | Aenne Ehrlich (* 24. Januar 1931 in Aschaffenburg), Tochter des Simon Ehrlich (* 1901) und der Bronja geb. Baitel (* 1899), wurde mit ihrer Mutter und ihrem Bruder Sigmund am 23. April 1942 über Würzburg nach Krasnyczin deportiert und im Osten ermordet. |
|      | Bronja Ehrlich                                               | Roßmarkt 10 ·                          | 26. Apr. 2010 | Bronja Ehrlich, geb. Baitel (* 12. Oktober 1899) in Łódź Russisches Kaiserreich (Polen), war Tochter von Selig Baitel (1851–1933) und der Glicka geb. Fried (Fuld) (1869–1942). Sie kam am 4. Oktober 1915 mit ihren Eltern, Schwester und Bruder nach Aschaffenburg. Sie heiratete am 25. April 1927 in Frankfurt am Main Simon Lazarus Ehrlich (* 4. April 1901 in Sosnowiec bei Kattowitz), der am Roßmarkt 10 ein Schmuckgeschäft und eine Uhrenreparaturwerkstatt führte und am 14. Dezember 1939 (29. Februar 1940) über Bratislava/Preßburg (Slowakei), nach Palästina emigrierte. Bronja Ehrlich betrieb bis zum 19. Januar 1939 am Roßmarkt 10 einen Handel mit rituellen Lebensmitteln. Sie hatten zwei Kinder, Aenne (* 1931) und Siegmund (* 1934). Die Familie wollte bereits im August 1939 nach Shanghai (China) auswandern, wurde aber an der Grenze zurückgeschickt. Bronja Ehrlich wurde mit ihren beiden Kindern am 23. April 1942 über Würzburg nach Krasnyczin deportiert und im Osten ermordet. |
|      | Siegmund Ehrlich                                             | Roßmarkt 10 ·                          | 26. Apr. 2010 | Siegmund Ehrlich (* 15. August 1934 in Aschaffenburg), Sohn des Simon Ehrlich (* 1901) und der Bronja geb. Baitel (* 1899), wurde zusammen mit seiner Mutter und seiner Schwester Aenne am 23. April 1942 über Würzburg nach Krasnyczin deportiert und im Osten ermordet. |
|      | Klara Emanuel                                                | Herrleinstraße 27 ·                    | 26. Apr. 2010 | Klara Emanuel (* 2. Dezember 1894 in Aschaffenburg), Tochter des Kaufmanns Julius Emanuel (1864–1943) und Henriette geb. Jakob (1861–1928). Die Putzmacherin und Modistin wurden am 23. April 1942 über Würzburg nach Krasnyczin deportiert und im Osten ermordet. Julius Manuel (ab 1910 Emanuel; * 6. März 1864 in Simmern; † 25. Mai 1943 in Theresienstadt), Sohn des Händlers David Manuel und der Klara geb. Haas aus Simmern. Der Kaufmann heiratete am 9. März 1890 in Friedberg (Hessen) Henriette-Jettchen, geb. Jakob, (* 6. Februar 1861 in Grebenau bei Alsfeld; † 23. März 1928 in Aschaffenburg), Tochter des Händlers Wilhelm Jakob und der Johanna geb. Michel in Grebenau. Die Familie kam aus Friedberg über Miltenberg am 30. September 1894 nach Aschaffenburg. Sie hatten acht Kinder, Theodor (* 5. November 1890 in Friedberg) verzog am 1. Juli 1921 nach Bremerhaven; Wilhelm (* 12. September 1891 in Miltenberg; † 3. April 1941 in Cholm) verzog am 22. September 1910 nach Frankfurt/Main, am 29. November 1939 befand er sich in der Heil- und Pflegeanstalt Bedburg-Hau bei Kleve; Alfred (* 29. Oktober 1892 in Miltenberg; † 24. Februar 1943 in Auschwitz) verzog am 1. Juni 1920 ebenfalls nach Frankfurt/Main; Hedwig Johanna (* 16. Dezember 1893 in Friedberg) heiratete am 18. September 1927 in Aschaffenburg den Schuhmacher Mejer Kaufmann. Hedwig wurde am 23. April 1942 über Würzburg nach Kraśniczyn deportiert und im Osten ermordet; Klara (* 2. Dezember 1894 in Aschaffenburg) wurde ebenfalls am 23. April 1942 über Würzburg nach Kraśniczyn deportiert und im Osten ermordet; Jakob Emil (* 22. August 1899 in Aschaffenburg; † 28. März 1900 in Aschaffenburg); Moritz Karl (* 3. März 1901 in Aschaffenburg; † 21. Mai 1901 in Aschaffenburg); Leo (* 18. August 1902 in Aschaffenburg; † Litzmannstadt (Lodz)); der Kleiderfabrikant und Kaufmann heiratet am 18. Februar 1936 in Berlin Berta Elkan (* 24. September 1891 in Aldenhoven), beide wurden am 22. Oktober 1941 von Köln aus nach Litzmannstadt (Lodz) deportiert und im Osten ermordet. Julius Emanuel wurde am 10. September 1942 von Würzburg ins KZ Theresienstadt deportiert und starb dort.                             |
|      | Ludwig Emmerich                                              | Landingstraße 11 ·                     | 20. März 2012 | Ludwig Emmerich, (* 21. Mai 1895 in Hörstein (Landkreis Aschaffenburg)), Sohn des Mehlhändlers David Emmerich (1854–1918) und der Fanny geb. Eschelbacher (1853–1932), der Kaufmann, heiratete am 26. September 1939 in Leipzig Maria Kornblum (* 2. September 1901 in Staszów (Russ. Kaiserreich)). Ludwig Emmerich kam am 3. September 1900 mit seinen Eltern nach Aschaffenburg, von 1932 bis 1937 in Frankfurt/Main kam er zurück. (Festgenommen am 10. November 1938 „lagerfähig“ für Dachau bei München), 1940 nach Leipzig und dortiger Heirat nahm das Ehepaar am 5. Dezember 1941 Wohnsitz in Aschaffenburg, Hinter der Eich 7. Von dort wurden sie am 23. April 1942 über Würzburg nach Krasnyczin deportiert und im Osten ermordet. |
|      | Maria Emmerich                                               | Landingstraße 11 ·                     | 20. März 2012 | Maria Emmerich, geb. Kornblum (* 2. September 1901 in Staszów (Russ. Kaiserreich)), Tochter des Joel Kornblum (1878–) und der Gola Frajsedla geb. Brand (1876–) heiratete am 26. September 1939 in Leipzig den Kaufmann Ludwig Emmerich, (* 21. Mai 1895 in Hörstein). Sie kam am 5. Dezember 1941 mit ihrem Mann nach Aschaffenburg, Hinter der Eich 7. Von dort wurden sie am 23. April 1942 über Würzburg nach Krasnyczin deportiert und im Osten ermordet. |
|      | David Feldmann                                               | Dalbergstraße 78 ·                     | 26. Apr. 2010 | David Feldmann (* 15. April 1881 in Aschaffenburg), Sohn des Viehhändlers Herz Feldmann (1853–1924) und der Johanna geb. Bendheim (1861–1933) lebte zusammen mit seinem Bruder Maier (* 4. Oktober 1884 in Aschaffenburg) in dem vom Großvater Josef Feldmann aus Kleinwallstadt Haus Dalbergstraße 78 (Osteiner Hof seit 1775 Bassenheimer Hof) den er 1873 für 27.000 fl. von Dr. Karl Stumpf, dem Direktor der Forstlichen Hochschule Aschaffenburg erworben hatte. Der Handelskaufmann und Viehhändler wurde zusammen mit seinem Bruder am 23. April 1942 über Würzburg nach Krasnyczin deportiert und im Osten ermordet. |
|      | Maier Feldmann                                               | Dalbergstraße 78 ·                     | 26. Apr. 2010 | Maier Feldmann (* 4. Oktober 1884 in Aschaffenburg), Sohn des Viehhändlers Herz Feldmann (1853–1924) und der Johanna geb. Bendheim (1861–1933) lebte zusammen mit seinem Bruder David (* 15. April 1881 in Aschaffenburg) im Haus Dalbergstraße 78. Der Handelskaufmann und Viehhändler wurde zusammen mit seinem Bruder am 23. April 1942 über Würzburg nach Krasnyczin deportiert und im Osten ermordet. Die Schwester Babette (* 16. Juli 1888 in Aschaffenburg) heiratete am 7. Dezember 1911 in Frankfurt am Main den Dentisten Hugo Rosenbaum (* 4. Januar 1880 in Frankfurt am Main; † 22. Juli 1933 ebenda), Sohn des jüdischen Arztes Eliser Rosenbaum und der Ida ge. Ettlinger, und zog weg. Sie hatten drei Kinder, Trude (* 10. März 1913 in Frankfurt) lebte in den USA, Selma (* 17. Juni 1921 in Frankfurt) und Josef (* 17. Juni 1921 in Frankfurt) lebten in London. Nach dem Tod ihres Mannes kehrte sie am 1. Juni 1939 mit ihrer Tochter Selma nach Aschaffenburg zurück und von dort wurden beide zusammen mit den beiden Brüdern am 23. April 1942 über Würzburg nach Krasnyczin deportiert und im Osten ermordet |
|      | Bernhard Frank                                               | Cornelienstraße 5 ·                    | 26. Apr. 2010 | Bernhard (Berthold) Frank (* 4. Mai 1882 in Sickenhofen Kreis Dieburg), Sohn des Kaufmanns Zacharias Frank und der Rose geb. Lehmann in Sickenhofen, kam am 1. Mai 1906 aus Frankfurt/Main, nach Aschaffenburg. Der Kaufmann wurde am 23. April 1942 über Würzburg nach Kraśniczyn deportiert und im Osten ermordet. |
|      | Selma Frank                                                  | Dalbergstraße 78 ·                     | 26. Apr. 2010 | Selma Frank (* 17. Dezember 1914 in Geroda Kreis Brückenau) Tochter des Viehhändlers Samuel Frank (* 1886) und der Metha geb. Heß (* 1889) kam am 14. Dezember 1932 als Hausgehilfin zu den Feldmanns nach Aschaffenburg, Dalbergstraße 78. Am 30. März 1942 kehrte sie in ihre Heimat zurück und zusammen mit ihren Eltern wurde sie am 25. April 1942 über Würzburg nach Krasnyczin deportiert und im Osten ermordet. Im gleichen Transport befanden sich auch die Geschwister Feldmann. |
|      | Irene Freund                                                 | Frohsinnstraße 3 ·                     | 27. Juni 2011 | Irene Freund (* 21. Juni 1900 in Aschaffenburg), Tochter des Fruchthändlers Lippmann Freund (* 1. Mai 1851 in Kleinwallstadt † 21. September 1915 in Aschaffenburg) und der Fanny geb. Koschland (* 10. November 1856 in Ichenhausen Kreis Günzburg; † 20. Mai 1935 in Frankfurt am Main). Die Privat-Sekretärin und spätere Sekretärin der israelitischen Kultusgemeinde wurde am 23. April 1942 über Würzburg nach Kraśniczyn deportiert und im Osten ermordet. |
|      | Mina Gerson, geb. Gundersheimer                              | Herstallstraße 39 ·                    | 27. Juni 2011 | Minna Gerson geb. Gundersheimer(* 13. Januar 1866 in Mittelsinn bei Gemünden) die Tochter des Kaufmanns Gundelsheim und seiner Frau Eva in Mittelsinn heiratete in Mittelsinn den Viehhändler Gerson Gerson (* 13. Januar 1861 in Mittelsinn, † 20. Mai 1930 in Mittelsinn). Das Ehepaar hatte drei Kinder, Blanka (* 7. Juli 1889 in Mittelsinn, † 1921 ebendort); Gitta (* 8. April 1892 in Mittelsinn; ermordet im Osten) seit 17. Dezember 1922 mit Max Moritz Friedrich Dillenberger (* 18. April 1889 in Urspringen bei Marktheidenfeld) verheiratet und am 16. Januar 1930 nach Aschaffenburg gekommen. Die Witwe kam am 30. November 1938 mit ihrer jüngsten Tochter nach Aschaffenburg. Sie wurde am 9. September 1942 über Würzburg in das Ghetto Theresienstadt verbracht und am 29. September 1942 in das Vernichtungslager Treblinka deportiert und dort ermordet. Ihre beiden Töchter wurden ebenfalls im Holocaust ermordet. |
|      | Sophie Gerson                                                | Herstallstraße 39 ·                    | 27. Juni 2011 | Sofie Gerson (* 7. Oktober 1897 in Mittelsinn bei Gemünden) Tochter des Viehhändlers Gerson Gerson (* 13. Januar 1861 in Mittelsinn; † 20. Mai 1930 in Mittelsinn) und Mina geb. Gundersheimer (* 13. Januar 1865 in Mittelsinn). Sie kam am 30. November 1938 mit ihrer Mutter nach Aschaffenburg. Am 23. April wurde sie über Würzburg nach Krasnyczin deportiert und ermordet. |
|      | Emil Goldschmitt und Rebekka Rosa Goldschmitt geb. Grünebaum | Entengasse 1 ·                         | 20. März 2012 | Emil Goldschmitt (* 21. Juni 1881 in Monsheim Kreis Worms), Sohn des Kaufmanns Heinrich Goldschmitt (* 4. September 1845; † 25. September 1930 in Monsheim) und der Rebecka geb. Hert (* 22. Oktober 1844; † 13. August 1917 in Monsheim) heiratete am 14. März 1907 in Düdelsheim Kreis Büdingen Rosa Rebekka geb. Grünebaum (* 8. September 1886 in Düdelsheim) Tochter des Zadock Grünebaum und der Auguste geb. Morgenstern. Er kam bereits am 1. Juli 1900 aus Frankenthal nach Aschaffenburg. Tochter Irene (* 18. März 1907 in Aschaffenburg) emigrierte am 6. Oktober 1934 nach London (Großbritannien). Emil Goldschmitt betrieb eine Schuhhandlung in der Riesengasse 2, später Herstallstraße 35, zusammen mit seiner Frau gründete er unter dem Namen „Egoldwerk“ eine Fabrikation von Senkfußeinlagen. 1939 zog das Ehepaar in die Entengasse 1; von hier wurden sie am 23. April 1942 über Würzburg nach Kraśniczyn deportiert und im Osten ermordet. |
|      | Leopold-Louis Grünebaum und Alice Grünebaum geb. Thurnauer   | Landingstraße 11 ·                     | 27. Juni 2011 | Leopold-Louis Grünebaum (* 23. April 1878) in Hofstetten Kreis Miltenberg, Sohn des Viehhändlers Jakob Grünebaum und der Therese geb. Rosenstock kam am 2. September 1891 in die Landingstraße 11 nach Aschaffenburg. Er heiratete am 14. Juli 1913 in Burgkunstadt Bezirksamt Weismain (Oberfranken) Alice Thurnauer (* 21. März 1890 in Burgkunstadt), Tochter des Kaufmanns Max Thurnauer und der Friederika Friedler. Der Sohn Heinz Grünebaum (* 21. Juli 1915 in Aschaffenburg) verzog am 1. Mai 1932 nach Frankfurt/Main. Der Kaufmann Leopold-Louis Grünebaum betrieb zusammen mit Bernhard Grünebaum die Firma Bernhard Grünebaum & Co. Eisenwaren Groß- und Einzelhandlung, Haus und Küchengeräte in der Herstallstraße 16. Bernhard Grünenbaum emigrierte am 19. März 1939 nach New York (USA) Leopold-Louis und seine Frau Therese wurden am 23. April 1942 über Würzburg nach Krasnyczin deportiert und im Osten ermordet. |
|      | Matthias Haab                                                | Cornelienstraße 1 ·                    | 26. Apr. 2010 | Matthias Haab (* 1896) wurde denunziert, 1943 verhaftet und aufgrund eines Unrechtsurteils von 1944 am 1. Mai 1944 im Gefängnis München-Stadelheim enthauptet. |
|      | Auguste Hamburger                                            | Hinter der Eich 7 ·                    | 26. Apr. 2010 | Biographie |
|      | Guda Hamburger                                               | Hinter der Eich 7 ·                    | 26. Apr. 2010 | Guda Hamburger |
|      | Ida Hamburger                                                | Herstallstraße 39 ·                    | 20. Sep. 2008 | Ida Hamburger (* 3. November 1876 in Aschaffenburg; † 7. September 1942 in Aschaffenburg) Tochter des Kaufmanns Bernhard Hamburger (* 17. September 1865 in Hörstein Kreis Alzenau; † 5. November 1914 in Aschaffenburg) und der Regina geb. Kaßler (* 2. November 1851 in Schaafheim; † 23. Juni 1925 in Aschaffenburg) Tochter des Getreidehändlers Moses Kaßel (* 11. Mai 1814 in Schaafheim; † 17. Juli 1886 in Aschaffenburg) und der Sara geb. Strauß (* 8. April 1823 in Babenhausen; † 20. November 1875 in Aschaffenburg). Sie hatte noch drei Geschwister, Sophie (* 12. April 1878 in Aschaffenburg; † 18. Februar 1939 in Mannheim) war verheiratet mit dem Kaufmann Sigmund Kahn in Mannheim, Maximilian (* 17. August 1881 in Aschaffenburg; † im Osten), er führte zusammen mit seinem Vater und seinem Schwager Max Levi, in der Steingasse 5, die Manufaktur- und Modewaren, Damenkonfektion und das Kurzwaren- und Brautausstattungsgeschäft „H. Hamburger und Söhne“ das auf den Großvater Herz Hamburger (1813–1896), (seit 1865) zurückgeht und am 1. Januar 1939 abgemeldet wurde. Max Hamburger wurde am 12. November 1938 verhaftet, wegen anstehender Arisierungsverhandlungen, am 5. Dezember 1938 entlassen. Am 23. April 1942 wurde er über Würzburg nach Krasnyczin deportiert und im Osten ermordet. Die jüngste Schwester Hedwig (* 28. August 1886 in Aschaffenburg; † 20. September 1930 in Aschaffenburg) heiratete den Reisenden, Kaufmann und Manufakturwarenhändler Max Levi (* 13. April 1875 in Affaltrach bei Heilbronn; † 7. September 1942 in Aschaffenburg). Ida Hamburger blieb unverheiratet. Anfang September 1942 erhielten 42, meist ältere Aschaffenburger Juden den Deportationsbescheid. Am 9. September sollten sie nach Würzburg und einen Tag später in das Ghetto Theresienstadt abtransportiert werden. Zwei Tage vor der Deportation trafen sich Babette Dilsheimer, Ida Hamburger, Karolina Isaac, Max Levi und Emma Trier in der Wohnung des Ehepaars Maria und Otto Wolfsthal und vergifteten sich gemeinsam mit einer Überdosis Schlaftabletten. Auf dem jüdischen Friedhof am Erbig in Schweinheim, hoch über der Stadt, haben sie ihre letzte Ruhe gefunden. (Haus Wolfsthalplatz)  |
|      | Max Maximilian Hamburger                                     | Steingasse 5 ·                         |               | Max Maximilian Hamburger |
|      | Friedel Heymann                                              | Freundstraße 20, Schweinheim ·         | 13. Sep. 2013 | Friedel Heymann (* 9. August 1919 in Königstein (Taunus)) Unter dem Vorwand „Fahnenflucht und Wehrkraftzersetzung“ nach Unrechtsurteil am 28. März 1945 (Herstallstraße 5, Laternenpfahl) erhängt. Zum 50. Jahrestag der Hinrichtung wurde vor dem Haus eine Bronze-Gedenkplatte errichtet. |
|      | David Hirsch und Bertha Hirsch geb. Gärtner                  | Leinwanderstraße 2a                    | 30. Mai 2015  | David Hirsch (* 24. März 1872 in Goldbach (Unterfranken); † 7. Februar 1943 in Theresienstadt), Sohn des Kaufmanns Samuel Hirsch (1840–1924) und der Sabina geb. Kassel (1838–1914) in Goldbach, heiratete am 28. April 1904 in Großostheim Rosa gen. Bertha Gärtner (* 18. Februar 1879 in Großostheim; † 23. Oktober 1944 in Auschwitz), Tochter des Privatiers Emanuel Gärtner (1846–1924) und Fanny geb. Goldschmidt (1855–1930). Der Kaufmann zog am 15. Mai 1904 nach Aschaffenburg und am 28. März 1906 in die Leinwanderstraße 2a. Am 4. Februar 1905 wurde Sohn Robert geboren und am 5. August 1906 der zweite Sohn Lothar. Der Konfektionär Lothar Hirsch heiratete am 11. Oktober 1933 in Aschaffenburg Elsa Ottilia Hedwig Hagenstein (* 9. März 1904) in Görlitz, Tochter des Versicherungsberaters Otto Hagenstein und der Hedwig geb. Thomas in Görlitz. Zusammen mit ihrem Sohn Werner zogen sie 1936 nach Nürnberg, kamen aber 1939 wieder nach Aschaffenburg zurück. Am 6. März 1940 emigrierte die Familie nach Nordamerika USA. David Hirsch betrieb in der Leinwanderstraße 2a zunächst eine Lack- und Farbenhandlung, später eine Fell- und Darmhandlung, Fabrik chemischer Produkte, welche zum 12. April 1939 abgemeldet wurde. David und Bertha Hirsch wurden am 10. September 1942 von Würzburg ins KZ Theresienstadt deportiert. David starb laut der offiziellen Todesfallanzeige des Ghettos Theresienstadt an Phlegmone – Zellgewebserweiterung. Bertha wurde am 18. Mai 1944 nach Auschwitz verbracht und ermordet. |
|      | Robert Bruno Hirsch und Mathilde Hirsch geb. Strauß          | Leinwanderstraße 2a                    | 30. Mai 2015  | Robert Bruno Hirsch (* 4. Februar 1905 in Aschaffenburg; † im Osten), Sohn des Kaufmanns David Hirsch (1872–1943) und der Bertha geb. Gärtner (1879–1944) in Aschaffenburg, heiratete am 24. Mai 1933 in Aschaffenburg Margareta Helena Schöffler (* 2. Juni 1908 in Dortmund), Tochter des Obermonteurs Wilhelm Schöffler in Baden-Baden und Helena geb. Hanke, verstorben in Karlsruhe. Von Beruf Reisender verließen Robert und seine Ehefrau am 19. Mai 1933 Aschaffenburg. Die Ehe wurde am 9. Oktober 1937 vom Landgericht Stuttgart rechtskräftig geschieden. In zweiter Ehe heiratete Robert Hirsch am 30. Juli 1940 in Freiburg im Breisgau Mathilde geb. Strauß, gesch. Schlesinger, (* 10. Mai 1905 in Freiburg; † in Auschwitz) Tochter des Kaufmanns Simon Strauß (* 19. August 1868 in Adelsberg; † 24. November 1934 in Freiburg) und der Anna geb. Meier (* 24. September 1870 in Basel; † 4. Juli 1936 in Freiburg). Sie wohnten in Freiburg, Rheinstraße 17. In der Deportationsliste aus Baden nach Gurs in den französischen Pyrenäen vom 22. Oktober 1940 ist er unter der lfd.Nr. 562 Hirsch, Robert Israel * 4. 2.1905 Rheinstraße 17 genannt unter 563 ist Hirsch, Rosa Berta Sara * 18. 2.1879 Rheinstraße 17 – seine Mutter aufgeführt? Mathilde hat in den Jahren 1940–1942 mehrmals in Aschaffenburg gewohnt. Sie wurde am 29. September 1942 über Karlsruhe – Darmstadt nach unbekannt deportiert (vermutlich Auschwitz) und wurde dort ermordet. |
|      | Karolina Isaac                                               | Herstallstraße 39 ·                    | 20. Sep. 2008 | Karolina Lina Isaac (* 4. September 1876 in Sprendlingen (Kreis Alzey); † 7. September 1942 in Aschaffenburg), Tochter des Lehrers Hermann Isaac und der Ida geb. Trautmann aus Sprendlingen. Sie kam am 14. Juni 1925 von Gotha nach Aschaffenburg, Steingasse 5 und wurde Stütze und Pflegerin bei Ida Hamburger. Zuvor war sie von 1914 bis 1924 Haushaltshilfe in Frankfurt/Main. Nachdem sie zusammen mit Ida Hamburger, deren Schwager Max Levi, dem Ehepaar Wolfsthal Anfang September 1942 den Deportationsbescheid erhielt, schied sie am 6. September 1942 zusammen mit noch zwei weiteren jüdischen Mitbürgern durch Freitod aus dem Leben. (Haus Wolfsthalplatz) Gemeinsam wurden sie im Jüdischen Friedhof am Erbig beigesetzt. |
|      | Berta Jacob                                                  | Sandgasse 31 ·                         | 27. Juni 2011 | Berta Jacob geb. Löb (* 20. Juli 1897 in Klein-Auheim), Tochter des Metzgers Raphael Löb und seiner Ehefrau Karolina geb. Strauß aus Klein-Auheim heiratete am 6. Oktober 1936 Norbert Jacob (* 20. Juli 1897 in Aschaffenburg), Sohn des Kaufmanns Simon Jacob (* 25. August 1864 in Grebenau, (Kreis Alsfeld); † 18. Juli 1922 in Aschaffenburg) und der Karolina geb. Lindheimer (* 28. Januar 1863 in Hobbach (Kreis Obernburg); † 31. März 1909 in Aschaffenburg) aus Aschaffenburg. Ihr Ehemann war Mitinhaber der Firma S. Jacob, Eisenwarenhandel, Haus und Küchengeräte en gros – en detail in der Sandgasse 31. Berta Jacob wurde zusammen mit ihrem Ehemann Norbert und seiner Tochter Anneliese am 22. September 1942 über Würzburg in das Ghetto Theresienstadt deportiert und am 6. Oktober 1944 nach Auschwitz verbracht und ermordet. Anneliese, die Tochter aus der ersten Ehe von Norbert Jacob überlebte den Holocaust und emigrierte am 25. April 1946 in die USA. |
|      | Norbert Jacob                                                | Sandgasse 31 ·                         | 27. Juni 2011 | Norbert Jacob (* 20. Juli 1897 in Aschaffenburg)), Sohn des Kaufmanns Simon Jacob (* 25. August 1864 in Grebenau, (Kreis Alsfeld); † 18. Juli 1922 in Aschaffenburg) und der Karolina geb. Lindheimer (* 28. Januar 1863 in Hobbach (Kreis Obernburg; † 31. März 1909 in Aschaffenburg) heiratete am 21. August 1927 in Frankfurt/Main Alice Bergen (* 1. Januar 1901 in Frankfurt/Main) Tochter des Bankdirektors Sally Bergen und dessen Ehefrau Sofie geb. Bernstein aus Frankfurt. Sie hatten eine gemeinsame Tochter Anneliese (* 9. Juli 1928 in Frankfurt/Main; † 20. August 1995 in Calverton, New York, USA): Sie hatte den Holocaust überlebt und emigrierte am 25. April 1946 in die USA. Die Ehe wurde am 2. November 1935 vom Landgericht Aschaffenburg rechtskräftig geschieden. Am 6. Oktober 1936 heiratete Norbert Jacob in Klein-Auheim Berta geb. Löb (* 20. Juli 1897 in Klein-Auheim), Tochter des Metzgers Raphael Löb und seiner Ehefrau Karolina geb. Strauß aus Klein-Auheim. Norbert Jacob führte zusammen mit seinem Bruder Wilhelm (Willy) Jacob den vom Vater gegründeten Firma S. Jacob, Eisenwarenhandel, Haus und Küchengeräte en gros – en datail in der Sandgasse 31, die Firma wurde 1938 abgemeldet. Während Willy mit seiner Familie am 31. Juli 1937 über London nach Chicago (USA) emigrieren konnte, wurde Norbert, seine Frau Berta und seine Tochter Anneliese am 22. September 1942 über Würzburg in das Ghetto Theresienstadt deportiert und am 6. Oktober 1944 nach Auschwitz verbracht und ermordet. Während der Eingang der Eltern in Theresienstadt und Weitertransport nach Auschwitz bestätigt wurde fehlt er für Tochter Anneliese. Lt. Meldekarte war sie vom 22. September 1942 bis 3. Juli 1945 in Theresienstadt u, Kz Lager Auschwitz; von dort kam sie nach Aschaffenburg zurück und emigrierte am 25. April 1946 nach New York (USA). Dort heiratete sie Paul A. Jones (* 22. November 1914; † 5. Juni 1983 in Calverton, New York, USA). Ihre letzte Ruhestätte fanden beide auf dem Calverton National Cemetery als „Veteran of the World War II.“ |
|      | Bella Kahn geb. Löwenthal                                    | Fabrikstraße 4 ·                       | 17. März 2009 | Bella Kahn geb. Löwenthal (* 8. September 1892 in Hösbach) Tochter des Metzgers Wolf Löwenthal († 1924 in Hösbach) und seiner Ehefrau Jettchen geb. Gernsheimer aus Rückingen. Sie heiratete am 6. Mai 1921 in Hösbach den Kaufmann Siegfried Kahn (* 22. Januar 1887 in Gräfenhausen (Kreis Darmstadt); † 26. Oktober 1941 in Aschaffenburg), Sohn des Gustav Kahn (* 01.03.1858 in Worfelden; † 20. November 1921 in Gräfenhausen) und seiner Ehefrau Jettchen geb. Levy (* 10. November 1863 in Griesheim; † 06. April 1924 in Gräfenhausen). Die Töchter Ilse, verh. Katz (* 21. Februar 1921 in Gräfenhausen) und Trude, verh. Goldmeier (* 29. Mai 1922 in Gräfenhausen), emigrierten in die USA. Siegfried Kahn war 1932 Vorsteher und 1. Vorsitzender der jüdischen Gemeinde in Gräfenhausen. Am 1. November 1938 zog er mit Ehefrau und Sohn Gustav (* 6. Juli 1934 in Gräfenhausen) nach Aschaffenburg Fabrikstraße 4. Er starb am 26. Oktober 1941 und wurde im jüdischen Friedhof am Erbig begraben. Am 23. April 1942 wurde Bella Kahn mit ihrem Sohn Gustav über Würzburg nach Kraśniczyn deportiert und im Osten ermordet. |
|      | Gustav Kahn                                                  | Fabrikstraße 4 ·                       | 17. März 2009 | Gustav Kahn (* 6. Juli 1934 in Gräfenhausen (Kreis Darmstadt)) Sohn des Kaufmanns Siegfried Kahn (* 22. Januar 1887 in Gräfenhausen; † 26. Oktober 1941 in Aschaffenburg) und seiner Ehefrau Bella geb. Löwenthal (* 8. September 1892 in Hösbach). Er kam am 1. November 1938 mit seinen Eltern nach Aschaffenburg. Am 23. April 1942 wurde er zusammen mit seiner Mutter über Würzburg nach Kraśniczyn deportiert und im Osten ermordet. |
|      | Lilly Kahn                                                   | Frohsinnstraße 26 ·                    | 17. März 2009 | Lilly (Lilli) Sylvia Kahn, geb. Stern (* 18. März 1900 in Schlüchtern), wuchs in Schlüchtern als Tochter des Kaufmanns Leo Stern (* 28. September 1867 in Schlüchtern; † 26. Oktober 1937 in Frankfurt/Main) und Judith geb. Wolf (* 12. Februar 1871 in Barranquilla (Kolumbien); † 11. Juni 1937 in Aschaffenburg) auf. Am 19. November 1922 heiratete sie den sehr viel älteren späteren Landgerichtsrat Meier Kahn in Schlüchtern. Am 27. August 1923 wurde in Fürth Sohn Robert Leo geboren; er starb 2001 in Australien. Ihr Ehemann war von 16. Dezember 1925 bis 30. April 1928 Staatsanwalt in Ansbach und wechselte dann nach Aschaffenburg; seine Frau und der Sohn folgten am 24. Februar 1929. Nach dem Berufsverbot des Ehemannes und dem Verlust der bürgerlichen Existenz musste das Ehepaar auch seine Wohnung in Aschaffenburg räumen. Ab 1942 kamen Lilly und Meier Kahn in beengten Verhältnissen im Judenhaus Bibrastraße 6 in Würzburg unter. Am 17. Juni 1943 wurden beide mit dem letzten größeren Transport von Würzburg in das Vernichtungslager KZ Auschwitz deportiert. |
|      | Meier Kahn                                                   | Frohsinnstraße 26 ·                    | 17. März 2009 | Meier Kahn (* 12. Mai 1886 in Gemünden) in Mittelsinn. Der Sohn des Kaufmanns Samuel Kahn und seiner Ehefrau Jette geb. Kahn studierte Jura und war Staatsanwalt in Ansbach. Am 19. November 1922 heiratete er in Schlüchtern Lilly Stern (* 18. März 1900 in Schlüchtern), Tochter des Leo Stern und Judith geb. Wolf aus Schlüchtern. Der spätere Landgerichtsrat kam 30. April 1928 nach Aschaffenburg. Als Aschaffenburger Staatsanwalt wurde er 1931 von der Presse als „Held von Aschaffenburg“ gefeiert. Er hatte sich als Kunstliebhaber ausgegeben und den größten Teil der Beute eines aufsehenerregenden Kunstdiebstahls aus dem Aschaffenburger Schlossmuseum wiederbeschafft, unter anderem Radierungen von Rembrandt. Außer einer Belohnung erhielt er dafür eine Beförderung. Aber nur wenig später hatte das keine Bedeutung mehr: Ab 1935 erhielt er als Jude durch die Nationalsozialisten ein Berufsverbot. Besonders tragisch war es, dass er als Vorsitzender der jüdischen Gemeinde bei der Exekution der gegen seine Glaubensgenossen gerichteten Unrechtsgesetze mitwirken musste. 1939 gelang es ihm und seiner Frau Lilly, den einzigen Sohn Robert auf einen der letzten Kindertransporte ins rettende London zu schicken. Am 29. Oktober 1942 wurden die beiden nach Würzburg transportiert und von dort am 17. Juni 1943 in das Vernichtungslager Auschwitz deportiert und dort ermordet. |
|      | Bertha Inge Kanthal                                          | Goldbacher Straße 23 ·                 |               | Bertha Inge Kanthal |
|      | Selma Erna Kanthal                                           | Goldbacher Straße 23 ·                 |               | Selma Erna Kanthal |
|      | Willi Kanthal                                                | Goldbacher Straße 23 ·                 |               | Willi Kanthal |
|      | Bella Katzenstein                                            | Herstallgasse 32 ·                     | 16. März 2019 | Bella Katzenstein (* 1877) |
|      | Leo Katzenstein                                              | Herstallgasse 32 ·                     | 16. März 2019 | Leo Katzenstein (* 1871) |
|      | Berta (Bertha) Kaufmann                                      | Schwindstraße 9 ·                      | 17. März 2009 | Berta (Bertha) Kaufmann (* 22. Mai 1880 in Warstein) zog 1939 nach Aschaffenburg zu ihrer Schwägerin Ida Kaufmann, geb. Borgzinner (gest. 1939 in Aschaffenburg). Am 9. September 1942 wurde sie ins KZ Theresienstadt deportiert und von dort aus am 18. April 1944 weiter ins KZ Auschwitz, wo sie ermordet wurde. Vor ihrer Deportation ins KZ Theresienstadt wurde sie wie alle anderen dorthin Deportierten zum Abschluss eines „Heimkaufvertrags Theresienstadt“ über 13.806,80 Reichsmark gezwungen. Ihr Barvermögen zum Zeitpunkt der Deportation betrug 475.00 Reichsmark. Davon musste sie als „Abwanderungskosten“ 75 Reichsmark an das Deutsche Reich bezahlen. |
|      | Bernhard Krosse                                              | Elisenstraße 10 ·                      | 17. März 2009 | Bernhard Krosse fiel als nicht-jüdischer Bürger der nationalsozialistischen Willkürjustiz zum Opfer. Er war mit Marta Krosse verheiratet. Er war ein Gewerkschafter und Sozialdemokrat sowie Kassier der Aschaffenburger SPD, bis diese verboten wurde. Unter anderem wegen Hörens „staatsfeindlicher Sender“ (englischer Rundfunk) wurde er am Volksgerichtshof in Berlin und später hingerichtet. Es gibt keine Prozessprotokolle und keine Informationen über genauen Zeitpunkt und die Umstände seines Todes in der Haft. |
|      | Martha Krosse                                                | Elisenstraße 10 ·                      | 17. März 2009 | Martha Krosse fiel als nicht-jüdische Bürgerin der nationalsozialistischen Willkürjustiz zum Opfer. Sie war mit Bernhard Krosse verheiratet. Sie wurde 1938 wegen illegaler Schwangerschaftsunterbrechung zu 14 Monaten Zuchthaus verurteilt. Nach ihrer Entlassung aus der Haft wurde sie ins KZ Auschwitz deportiert, wo sie am 18. März 1943 umgebracht wurde. |
|      | Amalie Kuhn                                                  | Würzburger Straße 48 ·                 | 20. März 2012 | |
|      | Johanna Levi                                                 | Webergasse 2 ·                         |               | Johanna Levi |
|      | Josef Levi                                                   | Webergasse 2 ·                         |               | Josef Levi |
|      | Max Levi                                                     | Herstallstraße 39 ·                    | 20. Sep. 2008 | Max Levi (* 13. April 1875 in Affaltrach bei Heilbronn; † 7. September 1942 in Aschaffenburg) Sohn des Bernhard Levi († 11. August 1913 in Affaltrach). und Hannchen geb. Lazarus (* 1847; † 4. April 1931 in Affaltrach). Der Reisende, Kaufmann und Manufakturwarenhändler kam 1890 nach Aschaffenburg, heiratete Hedwig Hamburger (* 28. August 1886 in Aschaffenburg; † 20. September 1930 in Aschaffenburg) Tochter des Kaufmanns Bernhard Hamburger (* 17. September 1865 in Hörstein Kreis Alzenau; † 5. November 1814 in Aschaffenburg) und der Regina geb. Kaßler (* 2. November 1851 in Schaafheim; † 23. Juni 1925 in Aschaffenburg). Sie hatten eine Tochter Anneliese (* 8. Oktober 1911 in Aschaffenburg) heiratete den Kaufmann und Photographen Dietrich van Wien (* 2. Januar 1906 in München; † 19. Mai 1954 in New York), sie emigrierten am 25. September 1939 in die USA. Die Witwe lebte 1977 in South Orange (New Jersey). Max Levi hatte sechs Brüder und eine Schwester; Heinrich, (gefallen 5. Oktober 1918), Hugo (* 4. November 1876 in Affaltrach) deportiert ab Stuttgart am 22. August 1942, Theresienstadt, am 29. September 1942, Treblinka, Vernichtungslager, ermordet; Albert (* 22. August 1883 in Affaltrach) und Ludwig (* 3. März 1882 in Affaltrach) beide deportiert ab Stuttgart, am 1. Dezember 1941, ins Ghetto Riga und ermordet; Leopold und Wilhelm (* 20. März 1893 in Affaltrach; † 19. Mai 1954 in USA) konnten emigrieren. Schwester Karoline war mit Max Sichel verheiratet. Ihre drei Töchter konnten emigrieren. Die Todeserklärung für Karoline wurde auf 3. Dezember 1944 festgesetzt. Max Levi führte zusammen mit seinem Schwiegervater Bernhard Hamburger und seinem Schwager Maximilian Hamburger, in der Steingasse 5, die Manufaktur- und Modewaren, Damenkonfektion und das Kurzwaren- und Brautausstattungsgeschäft „H. Hamburger und Söhne“. Am 6. September 1942 schied er zusammen mit seiner Schwägerin Ida Hamburger und drei weiteren jüdischen Mitbürgern sowie dem Ehepaar Wolfsthal in deren Wohnung durch Freitod aus dem Leben. (Haus Wolfsthalplatz) |
|      | Hans Georg Lewald                                            | Bustellistraße 10 ·                    | 20. Sep. 2008 | Hans Georg Lewald (* 3. Januar 1936 in Aschaffenburg) wurde zusammen mit seinen Eltern im April 1942 nach Krasnyczin deportiert und umgebracht. |
|      | Siegfried Fedor Lewald                                       | Bustellistraße 10 ·                    | 20. Sep. 2008 | Siegfried (Fedor) Lewald (* 3. Juli 1893 in Homburg am Main / Marktheidenfeld) war mit Käthe Lewald, geb. Weißenberg verheiratet. Er kam 1910 nach Aschaffenburg und betrieb eine Metall-Großhandlung mit Warenlager am Südbahnhof in Aschaffenburg. Er war Vorstandsmitglied im „Reichsbund jüdischer Frontsoldaten“, der die Erinnerung an den Einsatz deutscher jüdischer Soldaten im Ersten Weltkrieg pflegte. Seine Muter starb 1924 und sein Vater 1940 in Aschaffenburg. Seine Tochter Roselore (* 1932) konnte 1939 mit einem Kindertransport nach London entkommen. Siegfried Lewald und seine Ehefrau Käthe wurden mit ihrem sechsjährigen Sohn Hans Georg (* 1936) im April 1942 nach Krasnyczin deportiert und umgebracht. |
|      | Käthe Lewald                                                 | Bustellistraße 10 ·                    | 20. Sep. 2008 | Käthe Lewald geb. Weissenberg (* 19. April 1910 in Nikolai bei Pleß in Schlesien) Käthe Lewald und ihr Ehemann Siegfried wurden mit ihrem sechsjährigen Sohn Hans Georg (* 1936) im April 1942 nach Krasnyczin deportiert und umgebracht. |
|      | Berthold Lichtenstein                                        | Webergasse 2 ·                         |               | Berthold Lichtenstein |
|      | Mathilde Lichtenstein                                        | Webergasse 2 ·                         |               | Mathilde Lichtenstein |
|      | Rudolf Moritz Lichtenstein                                   | Webergasse 2 ·                         |               | Rudolf Moritz Lichtenstein |
|      | Betty Liebmann                                               | Goldbacher Straße 3 ·                  | 27. Juni 2011 | Betti Liebmann, geb. Westheimer (* 10. April 1881 in Rimbach (Odenwald)), Tochter des Landesproduktenhändler Moses Westheimer (1848–1923) und der Malchen geb. Weichsel (1856–1939) in Rimbach heiratete am 22. November 1904 in Aschaffenburg den Kaufmann Bernhard Liebmann (* 22. November 1873 in Aschaffenburg, gest. 19. März 1952 ebenda) Sohn des Häute- und Fellhändlers Raphael Liebmann (1844–1908) und der Regina (Rechele) geb. Aronschild (1848–1911). Das Ehepaar hatte drei Kinder, Anni (* 15. November 1905 in Aschaffenburg, † 1906 in Rimbach), Julius Erich (* 12. November 1907 in Aschaffenburg) wurde am 10. November 1938 verhaftet und als lagerfähig für Dachau erklärt. Am 25. August 1939 emigrierte er nach London (GB). Raphael Rudolf (* 7. Oktober 1908 in Aschaffenburg) Nach einem Ingenieurstudium in Darmstadt (1929.1932) emigrierte er am 15. April 1935 nach Johannesburg (Südafrika). Am 23. April 1942 wurde Betti Liebmann, gemeinsam mit ihrem Bruder Jakob Westheimer und dessen Ehefrau Lina, die ebenfalls in Aschaffenburg wohnten, über Würzburg nach Kraśniczyn deportiert und im Osten ermordet. |
|      | Nathan Liebster, Ernestine Liebster und Johanna Liebster     | Leinwanderstraße 2a ·                  | 13. Sep. 2013 | Nathan Liebster (* 6. März 1887 in Oświęcim (Polen)), Sohn des Raphael Liebster in Auschwitz, das damals zum habsburgischen Kaiserreichs – Österreich-Ungarn gehörte, kam am 26. Juni 1906 nach Aschaffenburg in die Schlossgasse 18. Dort lernte er Esther Rosner (* 9. Januar 1892 in Oświęcim), Tochter des Schuhmachermeisters Ekiwa Jakob Rosner (1863–1936) und der Leia Leni geb. Matzner (1868-) die er am 29. April 1919 in Aschaffenburg heiratete. Nathan, ebenfalls Schuhmachermeister, übernahm 1933 die „Wiener Schuhmacherei“ seines Schwiegervaters die 1938 geschlossen wurde, sowie dessen Gemeindedienste in der jüdischen Kultusgemeinde. Er war ehrenamtlicher Kultusdiener, Hilfskantor und bis 1941 Synagogendiener. Seine Frau Esther führte von 1920 bis 1927 ein Gemischtwarengeschäft in der Riesengasse 4. Sie hatten drei Kinder, Recha (* 28. Februar 1920 in Aschaffenburg), sie emigrierte am 29. September 1937 nach New York (USA); Johanna (* 20. November 1921 in Aschaffenburg), sie arbeitete bis Mai 1941 als Handarbeits- und Turnlehrerin in der jüdischen Schule; Ilse (* 9. Oktober 1924 in Aschaffenburg) und Max (* 17. April 1928 in Aschaffenburg) folgten ihrer Schwester am 11. April 1940 in die Emigration nach New York. Ihre Großmutter, die Witwe Leia Rosner, emigrierte bereits am 21. März 1939 nach New York. Am 23. April 1942 wurden Nathan Liebster, seine Ehefrau Ester und die Tochter Johanna über Würzburg nach Kraśniczyn deportiert und im Osten ermordet. |
|      | Abraham Löb                                                  | Goldbacherstraße 5 ·                   | 17. März 2009 | Abraham Löb (* 26. März 1885 in Goldbach), Sohn des Viehhändlers (Privatier) David (Daniel) Löb (* 26. April 1854 in Goldbach; † 20. September 1934 in Aschaffenburg) und seiner Ehefrau Hannchen (Johanna) geb. Dessauer (* 17. August 1857 in Thüngen; † 2. Juni 1918 in Aschaffenburg). Ábraham zog mit seinen Eltern und drei Geschwistern am 1. August 1904 nach Aschaffenburg, Elisenstraße 2. Der spätere Kaufmann und Textilvertreter eröffnete 1933 in der Duccastraße 2 eine Agentur, diese musste er zum 31. Dezember 1938 abmelden. Am 10. November 1938 wurde er verhaftet und als „lagerfähig“ für Dachau erklärt. Am 5. Dezember 1938 wurde er wegen Zuerkennung der „Frontkämpfereigenschaft“ wieder entlassen. Er wurde Leiter der jüdischen Kleiderkammer, Verwalter der jüdischen Friedhöfe und Synagogenleiter. Von Mai 1941 bis Januar 1942 war er ehrenamtlicher Gottesdienstleiter und leitete die jüdischen Bestattungsriten. Am 23. April 1942 wurde er über Würzburg nach Kraśniczyn deportiert und im Osten ermordet. |
|      | Emma Löb                                                     | Goldbacherstraße 5 ·                   | 17. März 2009 | Emma Löb (* 12. April 1891 in Goldbach (Unterfranken)), Tochter des Viehhändlers (Privatier) David (Daniel) Löb (* 26. April 1854 in Goldbach; † 20. September 1934 in Aschaffenburg) und seiner Ehefrau Hannchen (Johanna) geb. Dessauer (* 17. August 1857 in Thüngen; † 2. Juni 1918 in Aschaffenburg). Emma zog mit ihren Eltern und drei Geschwistern am 1. August 1904 nach Aschaffenburg, Elisenstraße 2. Die jüngste der Löb Geschwister wurde ebenfalls am 23. April 1942 über Würzburg nach Kraśniczyn deportiert und im Osten ermordet. |
|      | Hanna-Lore Löb                                               | Elisenstraße 2 ·                       | 17. März 2009 | Hanne Lore Löb (* 3. November 1924 in Aschaffenburg), Tochter des Vieh- und Kohlenhändler Simon Löb (* 11. Juli 1888 in Goldbach bei Aschaffenburg) und seiner Ehefrau Regine geb. Grünebaum (* 21. August 1893 in Gemünden am Main). Der Vater betrieb neben dem Viehhandel noch bis 1939 eine Kohlenhandlung in der Elisenstraße 2. Die Mutter einen Weißwarenhandel. Während Bruder Hellmuth 1937 in die USA emigrieren konnte, wurde sie, mit ihren Eltern und der jüngeren Schwester Ingeborg am 23. April 1942 über Würzburg nach Kraśniczyn deportiert und im Osten ermordet. |
|      | Ingeborg Löb                                                 | Elisenstraße 2 ·                       | 17. März 2009 | Ingeborg Löb (* 28. Juli 1929 in Aschaffenburg) Tochter des Vieh- und Kohlenhändler Simon Löb (* 11. Juli 1888 in Goldbach bei Aschaffenburg) und seiner Ehefrau Regine geb. Grünebaum (* 21. August 1893 in Gemünden am Main). Der Vater betrieb neben dem Viehhandel noch bis 1939 eine Kohlenhandlung in der Elisenstraße 2. Die Mutter einen Weißwarenhandel. Während Bruder Hellmuth 1937 in die USA emigrieren konnte, wurde sie mit ihren Eltern und ihrer Schwester Hanne Lore am 23. April 1942 über Würzburg nach Kraśniczyn deportiert und im Osten ermordet. |
|      | Regina Löb                                                   | Elisenstraße 2 ·                       | 17. März 2009 | Regine Löb geb. Grünebaum (* 21. August 1893 in Gemünden) heiratete am 26. Februar 1920 in Aschaffenburg den Viehhändler Simon Löb (* 11. Juli 1888 in Goldbach bei Aschaffenburg). Simon betrieb neben dem Viehhandel noch eine Kohlenhandlung in der Elisenstraße 2, die er 1939 abmelden musste. Regina übernahm den Weißwarenhandel. Während Sohn Hellmuth am 9. September 1937 in die USA emigrieren konnte, wurde sie, ihr Mann und die beiden Töchter Hannelore und Ingeborg am 23. April 1942 über Würzburg nach Kraśniczyn deportiert und im Osten ermordet. |
|      | Selma Löb                                                    | Goldbacherstraße 5 ·                   | 17. März 2009 | Selma Löb (* 12. August 1886 in Goldbach (Unterfranken)), Tochter des Viehhändlers (Privatier) David (Daniel) Löb (* 26. April 1854 in Goldbach; † 20. September 1934 in Aschaffenburg) und seiner Ehefrau Hannchen (Johanna) geb. Dessauer (* 17. August 1857 in Thüngen; † 2. Juni 1918 in Aschaffenburg). Selma zog mit ihren Eltern und drei Geschwistern am 1. August 1904 nach Aschaffenburg, Elisenstraße 2. Sie eröffnete eine Damenschneiderei in der Weißenburger Straße 42. Am 23. April 1942 wurde sie über Würzburg nach Kraśniczyn deportiert und im Osten ermordet. |
|      | Simon Löb                                                    | Elisenstraße 2 ·                       | 17. März 2009 | Simon Löb (* 11. Juli 1888 in Goldbach), Sohn des Viehhändlers (Privatier) David (Daniel) Löb (* 26. April 1854 in Goldbach; † 20. September 1934 in Aschaffenburg) und seiner Ehefrau Hannchen (Johanna) geb. Dessauer (* 17. August 1857 in Thüngen; † 2. Juni 1918 in Aschaffenburg). Simon zog mit seinen Eltern und drei Geschwistern am 1. August 1904 nach Aschaffenburg, Elisenstraße 2. Der Viehhändler heiratete am 26. Februar 1920 in Aschaffenburg Regine geb. Grünebaum (* 21. August 1893 in Gemünden am Main). Simon betrieb auch eine Kohlenhandlung die er 1939 abmelden musste. Regina übernahm den Weißwarenhandel. Am 12. November 1938 wurde Simon verhaftet, als „nicht lagerfähig“ aber wenige Tage später wieder freigelassen. Während Sohn Hellmuth (* 12. Dezember 1920 in Aschaffenburg; † 30. Dezember 1964 in New York (USA)) 17-jährig emigrieren konnte, wurden die Töchter Hannelore (* 3. November 1924 in Aschaffenburg) und Ingeborg (* 28. Juli 1929 in Aschaffenburg) gemeinsam mit den Eltern am 23. April 1942 über Würzburg nach Kraśniczyn deportiert und im Osten ermordet. |
|      | David Löbenberg                                              | Herstallgasse 12 ·                     | 16. März 2019 | David Löbenberg (* 1891) |
|      | Rosa Löbenberg                                               | Herstallgasse 12 ·                     | 16. März 2019 | Rosa Löbenberg (* 1883) |
|      | Adolf Löwenthal und Sofie Löwenthal geb. Selig               | Platanenallee 5 ·                      | 20. Sep. 2008 | Adolf Löwenthal (* 18. August 1891 in Hösbach) Sohn des Viehhändlers Lazarus Löwenthal (1863–1925) und der Fanny geb. Appel (1867–1953) heiratete am 25. August 1919 in Zeilitzheim bei Gerolzhofen Sofie Selig (* 27. September 1894 in Zeilitzheim gestorben 1953 in London), Tochter des Viehhändlers Sigmund Selig und der Rika geb. Gutmann aus Zeilitzheim. Am 8. Juli 1920 wurde in Hösbach, Tochter Helga Betty Löwenthal geboren. Die Familie zog am 21. Dezember 1922 nach Aschaffenburg, dort betrieb Adolf Löwenthal einen Vieh- und Pferdehandel in der Platanenallee 5. Am 23. Oktober 1924 wurden Sohn Lothar in Aschaffenburg geboren. Am 10. November 1938 wurde Adolf Löwenthal in der reichsweiten Pogromnacht kurzzeitig verhaftet; sein Bruder Ludwig wurde im Schlafzimmer angeschossen. Am 2. Februar 1939 emigrierte Sohn Lothar nach London, Tochter Helga emigrierte am 5. März 1940 nach New York. Adolf und Sofie Löwenthal wurde am 22. September 1942 über Würzburg in das Ghetto Theresienstadt deportiert, am 18. Juni 1944 ist Adolf im KZ Theresienstadt verstorben. Sofie wurde am 23. Oktober 1944 nach Auschwitz verbracht und ermordet. |
|      | Benno Löwenthal                                              | Riesengasse 11 ·                       | 20. Sep. 2008 | Benno Löwenthal (* 21. August 1927 in Hösbach) |
|      | Julius Löwenthal                                             | Riesengasse 11 ·                       | 20. Sep. 2008 | Julius Löwenthal (* 1. Mai 1896 in Hösbach) war Metzger. Er war seit 1825 mit Rosa Lewald, geb. Baumann verheiratet und hatte mit ihr die Söhne Walter (* 1926) und Benno (* 1927). Julius und Rosa Löwenthal wurden 1942 mit ihrem sechzehnjährigen Sohn Walter und dem fünfzehnjährigen Sohn Benno nach Krasnyczin deportiert und umgebracht. |
|      | Rosa Löwenthal                                               | Riesengasse 11 ·                       | 20. Sep. 2008 | Rosa Löwenthal (* 19. April 1910 in Mittelsinn bei Gemünden) |
|      | Walter Löwenthal                                             | Riesengasse 11 ·                       | 20. Sep. 2008 | Walter Löwenthal (* 2. Oktober 1926 in Aschaffenburg) |
|      | Jacob Mayer                                                  | Friedrichstraße 11 ·                   | 17. März 2009 | Jacob Mayer (* 13. Juni 1879 in Hanau) war mit Johanna Mayer, geb. Kaufmann, verheiratet. Er betrieb bis 1939 ein Geschäft für Kurzwaren und Toilettenartikel. Seine Töchter Ruth, Margaret, Lotte und Hilde konnten mit einem Kindertransport nach London entkommen. Jacob Mayer wurde mit seiner Ehefrau Johanna am 23. April 1942 nach Krasnyczin deportiert und umgebracht. |
|      | Johanna Mayer                                                | Friedrichstraße 11 ·                   | 17. März 2009 | Johanna Mayer (* 26. Dezember 1883 in Hamburg) besaß zum Zeitpunkt der Deportation 1942 genau 405,04 Reichsmark. Es wurde penibel darauf geachtet, dass kein Pfennig vom Vermögen der ausgeplünderten und verschleppten Opfer dem Deutschen Reich verloren ging. Zurück blieben 20 Kilo Kartoffeln im Keller, wie sich aus den mit größter bürokratischer Genauigkeit aufgezeichneten Protokollen entnehmen lässt. Protokolliert ist außerdem: Kein Mantel vorhanden. |
|      | Elisabeth Mill                                               | Elisenstraße 10 ·                      | 17. März 2009 | Elisabeth Mill fiel als nicht-jüdische Bürgerin der nationalsozialistischen Willkür zum Opfer. Sie wurde von ihrem Untermieter wegen Verstoßes gegen „Heimtückegesetz“ denunziert, weil sie den Führer als „Lump und Bluthund“ beschimpft habe. Sie wurde am 27. Januar 1944 verhaftet. Am 21. Dezember 1944 wurde sie vom Volksgerichtshof in Berlin zum Tode verurteilt. Das Todesurteil durch Fallbeil am 26. Januar 1945 in Berlin-Plötzensee vollstreckt. |
|      | Berta Mosbacher                                              | Löherstraße 29 ·                       | 13. Sep. 2013 | Berta Mosbacher geb. Worms (* 10. Mai 1886 in Aschaffenburg), Tochter des Metzgermeisters Anselm (Asher) Worms (* 22. September 1837 in Sulzbach am Main; † 11. März 1907 in Aschaffenburg) und der Rebekka (Rivka) geb. Goldschmidt (* 15. Januar 1852 in Dieburg; † 13. April 1914 in Aschaffenburg) heiratete am 6. Juli 1913 in Aschaffenburg den Metzgermeister Moses Mosbacher (* 15. April 1882 in Eschau; † 29. September 1931 in Aschaffenburg) Sohn des Leopold Josef Löb Mosbacher (* 1841 † 3. Dezember 1921 in Eschau) und der Jette geb. Sichel. Der Rindsmetzger Moses Mosbacher kam am 1. Oktober 1913 nach Aschaffenburg erwarb 1928 ein Haus in der Löherstraße 29, und hatte dort einen Verkaufsladen. Das Ehepaar hatte vier Kinder, Anselm (* 8. März 1915 in Aschaffenburg † 1978 in USA), Walter (* 13. September 1919 in Aschaffenburg), Erich (* 4. Februar 1921 in Aschaffenburg) die drei Brüder sind am 22. September 1938 über Schweden in die USA ausgewandert. Der Jüngste, Helmut (* 7. Januar 1925 in Aschaffenburg). Am 23. April 1942 wurde Berta Mosbacher mit ihrem Sohn Helmut über Würzburg nach Kraśniczyn deportiert und im Osten ermordet. |
|      | Helmut Mosbacher                                             | Löherstraße 29 ·                       | 13. Sep. 2013 | Helmut Mosbacher (* 7. Januar 1925 in Aschaffenburg) Sohn des Metzgermeisters Moses Mosbacher (* 15. April 1882 in Eschau; † 29. September 1931 in Aschaffenburg) und seiner Ehefrau Berta geb. Worms (* 10. Mai 1886 in Aschaffenburg) Wurde zusammen mit seiner Mutter über Würzburg nach Kraśniczyn deportiert und im Osten ermordet. Seine drei älteren Brüder konnten in die USA emigrieren. |
|      | Antonie Oestreicher                                          | Steingasse 2 ·                         | 20. Sep. 2008 | Antonie Oestreicher, geb. Roos (* 9. November 1878 in Offenbach (Glan) bei Sankt Wendel; † März 1943 in Theresienstadt) war die Ehefrau von Markus Oestreicher. |
|      | Markus Oestreicher                                           | Steingasse 2 ·                         | 20. Sep. 2008 | Markus Oestreicher (* 28. Mai 1869 in Aschaffenburg; † September 1943 in Theresienstadt) war der Besitzer einer Metzgerei. Er starb laut der offiziellen Todesfallanzeige des Ghettos Theresienstadt an einer Blutvergiftung durch Rotlauf mit Brand des linken Unterschenkels. |
|      | Max Rosenthal                                                | Strickergasse 16 a ·                   | 13. Sep. 2013 | Max Rosenthal (* 16. Juni 1902 in Braubach) |
|      | Berta Rothschild                                             | Elisenstraße 16 ·                      | 16. März 2019 | Berta Rothschild (* 1909) |
|      | Berta Herta Rothschild                                       | Frohsinnstraße 9 ·                     | 17. März 2009 | Berta Herta Rothschild (* 19. Juli 1882 in Aschaffenburg) |
|      | Gustav Rothschild                                            | Elisenstraße 16 ·                      | 16. März 2019 | Gustav Rothschild (* 1902) |
|      | Jakob Rothschild                                             | Frohsinnstraße 9 ·                     | 17. März 2009 | Jakob Rothschild (* 15. Juli 1880 in Goldbach bei Aschaffenburg) war mit Berta Rothschild verheiratet. Er zog 1893 nach Aschaffenburg. Dort wurde er Besitzer des Herrenbekleidungsgeschäfts Solinger, in der Aschaffenburger Herstallstraße 35. In der Reichspogromnacht 1938 wurde er festgenommen und war bis 5. Dezember 1938 in Haft. Danach kam es zur „Arisierung“ seines Geschäfts. Jacob und Berta Rothschild wurden am 23. April 1942 nach Krasnyczin deportiert und dort umgebracht. |
|      | Lina Rothschild                                              | Elisenstraße 16 ·                      | 16. März 2019 | Lina Rothschild (* 1878) |
|      | Meta Rothschild                                              | Elisenstraße 16 ·                      | 16. März 2019 | Meta Rothschild (* 1904) |
|      | Samuel Rothschild                                            | Elisenstraße 16 ·                      | 16. März 2019 | Samuel Rothschild (* 1875) |
|      | Elsa Solinger                                                | Herstallgasse 30 ·                     | 16. März 2019 | Elsa Solinger (* 1889) |
|      | Josef Solinger                                               | Herstallgasse 30 ·                     | 16. März 2019 | Josef Solinger (* 1883) |
|      | Karoline Solinger                                            | Fabrikstraße 12 ·                      | 17. März 2009 | Karoline Solinger (* 7. November 1897 in Aschaffenburg) wurde am 23. April 1942 nach Krasnyczin deportiert und dort umgebracht. |
|      | Lotte Solinger                                               | Herstallgasse 30 ·                     | 16. März 2019 | Lotte Solinger (* 1925) |
|      | Max Solinger und Else Solinger                               | Frohsinnstraße 17 ·                    | 26. Apr. 2010 | Max Solinger (* 3. Dezember 1879 in Goldbach, Landkreis Aschaffenburg), Sohn des Viehhändlers David Solinger (1851–1916) und der Mina geb. Forchheimer (1850–1927) aus Goldbach (seit 1894 in Aschaffenburg), heiratete am 23. Mai 1907 in Schweinfurt Elsa geb. Silberstein (* 6. Januar 1884 in Schweinfurt), Tochter des Kaufmanns Jakob Silberstein und der Berta geb. Lehmann aus Schweinfurt. Sie hatten einen Sohn Friedrich Ernst (* 2. März 1913 in Frankfurt a.Main), der Kaufmann mit Fotografenausbildung lebte von 1933 bis 1937 in London und Berlin, am 30. Januar 1939 emigrierte er nach Großbritannien. Max Solinger begründete 1907, zusammen mit Leopold Sichel (* 17. Dezember 1880 in Kleinheubach; † 21. Juni 1917 in Aschaffenburg), in der Frohsinnstraße „Adolf Hitlerstraße“ die Kleiderfabrik Solinger & Sichel, die er nach dessen Tod als Alleininhaber weiterführte. 1927 trat Karl Glaser (* 13. April 1889 in Bonn; † 1. Januar 1967 New York (USA)) als Gesellschafter ein. Der Betrieb wurde zum 31. Dezember 1938 abgemeldet. Bis Februar 1936 war Max Solinger Beisitzer im Reichsbund jüdischer Frontsoldaten. Max und Else Solinger wurden am 9. September 1942 über Würzburg in das Ghetto Theresienstadt verbracht. Bei diesem Transport wurde er als „Ordner“ für die Deportierten aus Aschaffenburg eingesetzt, er starb dort am 16. Dezember 1944. Elsa wurde am 9. Oktober 1944 in das KZ Auschwitz-Birkenau deportiert und dort ermordet. |
|      | Selma Solinger                                               | Herstallgasse 30 ·                     | 16. März 2019 | Selma Solinger (* 1885) |
|      | Siegfried Solinger                                           | Herstallgasse 30 ·                     | 16. März 2019 | Siegfried Solinger (* 1884) |
|      | Sofie Solinger und Karoline Solinger                         | Fabrikstraße 12 ·                      | 17. März 2009 | Sofie Solinger geb. Strauß (* 3. Oktober 1867 in Geroldshausen, Landkreis Würzburg), Tochter des Kaufmanns Herz Strauß und der Karolina geb. Blümlein aus Gerolzhausen, heiratete am 21. August 1893 in Würzburg den Viehhändler Samson Solinger (* 6. Mai 1866 in Goldbach, Landkreis Aschaffenburg), Sohn des Viehhändlers und Metzgers Feist Solinger (1817–1879) und der Hannchen geb. Solinger (1830–1903). Sie hatten sechs Kinder, Amalie (* 8. Mai 1894 + 19. Juni 1923 in Aschaffenburg) heiratete am 15. Juni 1919 in Aschaffenburg den Viehhändler Wilhelm Neumann (+ 3. Juni 1885 in Schöllkrippen). Er wurde zusammen mit seiner zweiten Ehefrau Martha und dem gemeinsamen Sohn Heinz am 23. April 1942 über Würzburg nach Kraśniczyn deportiert und im Osten ermordet. Rosa (* 20. November 1894 in Aschaffenburg) heiratete am 13. August 1922 den Kaufmann Leo Leopold Dahlheimer (* 21. Juni 1885 in Miltenberg). Dieser betrieb zusammen mit seinem Bruder Wolfgang eine Öl-, Fett- und Seifenhandlung in Miltenberg. Rosa wurde über Michelfeld, die Kreisirrenanstalt Eglfing-Haar (bei München) am 20. September 1940 in die Tötungsanstalt Hartheim bei Linz (Österreich) verbracht und dort ermordet. Leopold zog am 17. Juli 1939 mit seinem Bruder Wolfgang, dessen Ehefrau Flora und Sohn Martin nach Frankfurt am Main Güntersburgallee 29. Von dort wurden sie am 19. Oktober 1941 in das Ghetto Litzmannstadt deportiert. Dort starb Leo am 12. März 1942. Karolina (* 7. November 1897 in Aschaffenburg am 31. Dezember 1945 für Tod erklärt). Therese (* 7. Juni 1899 in Aschaffenburg) heiratete am 24. März 1924 in Würzburg den Vertreter Denny Strauß (* 20. Februar 1899 in Alsfeld), sie emigrierten mit ihren beiden Töchtern am 6. Mai 1941 nach New York (USA). Erna (* 7. November 1901 in Aschaffenburg) emigrierte bereits am 24. September 1937 nach New York. Friedrich (* 5. August 1906 in Aschaffenburg) verzog am 15. Juli 1935 nach Stuttgart. Sofie Solinger wurde am 9. September 1942 über Würzburg in das Ghetto Theresienstadt verbracht und starb dort am 31. März 1943. Tochter Karolina wurde bereits am 23. April 1942 über Würzburg nach Krasnyczin deportiert und im Osten ermordet. |
|      | Julius Stenger                                               | Schillerstraße 68 / Ecke Schulstraße · | 20. Sep. 2008 | Julius Stenger (* 1877) Kaufmann aus Damm wurde denunziert wegen des Hörens ausländischer Radiosender (von den Nazis „Feindsender“ genannt). Von der Gestapo am 3. Oktober 1940 zur Vernehmung in den Südturm des Schlosses gebracht, gestand Stenger, stürzte sich aus einem Fenster im 2. Stock in den Schlossgraben und war sofort tot. |
|      | Kathinka Stern geb. Adler verw. Bachrach                     | Herstallstraße 28 ·                    | 27. Juni 2011 | Kathinka Stern geb. Adler, verw. Bachrach (* 19. Februar 1880 in Aschaffenburg), Tochter des Kaufmanns und Schuhwarenhändlers Karl Raphael Adler (1841–1909) und der Treitche (Träutchen) geb. Bender (1840–1905) aus Seligenstadt, heiratete am 25. April 1905 in Aschaffenburg den Kaufmann Hermann Bachrach (* 28. Januar 1877 in Neukirchen (Knüll) (Landkreis Ziegenhain); † 22. März 1939 in Aschaffenburg), Sohn des Kaufmanns Samuel Bachrach und der Binchen geb. Wolf aus Neukirchen. Die Ehe blieb kinderlos. Hermann Bachrach betrieb seit 1927 in der Herstallstraße 28 mehrere Agenturen und einen Großhandel mit Leder als Bachrach & Co., ab 1930 als Alleininhaber. Der Betrieb wurde am 9. Dezember 1938 abgemeldet. Die Witwe Kathinka Bachrach verzog 1940 über Kassel nach Bremen, wo sie am 9. Oktober 1941 Elieser Stern (* 25. Mai 1877 in Borgholz; 28. Juli 1942 im Ghetto Minsk) heiratete. Von Aschaffenburg aus wurde Kathinka Stern am 23. April 1942 über Würzburg nach Kraśniczyn deportiert und im Osten ermordet. Ihr Ehemann Elieser Stern wurde am 18. November 1941 über Hamburg in das Ghetto Minsk deportiert wo er am 28. Juli 1942 verstarb. |
|      | Elsa Sternheimer                                             | Herstallgasse 12 ·                     | 16. März 2019 | Elsa Sternheimer (* 1894) |
|      | Karl Sternheimer                                             | Herstallgasse 12 ·                     | 16. März 2019 | Karl Sternheimer (* 1885) |
|      | Josef Strauss                                                | Herstallstraße 15 ·                    |               | Josef Strauss |
|      | Margot Strauss                                               | Herstallstraße 15 ·                    |               | Margot Strauss |
|      | Meta Strauss                                                 | Herstallstraße 15 ·                    |               | Meta Strauss |
|      | Regina Strauss                                               | Steingasse 14 ·                        | 17. März 2009 | Regina Strauss geb. Strauß (* 1. Februar 1872 in Geroldshausen bei Würzburg) war mit Isidor Strauss (* 7. Oktober 1853; gest. 2. Februar 1933) verheiratet. Sie wurde am 11. September 1942 über Nürnberg nach Theresienstadt verschleppt und am 18. Mai 1944 von Theresienstadt nach Auschwitz/Oswiecim. |
|      | Emma Trier                                                   | Herstallstraße 39 ·                    | 20. Sep. 2008 | Emma Trier (* 18. Januar 1865 in Rastatt) war die Witwe eines Geschäftspartners und Freunds von Otto Wolfsthal. |
|      | Alfons Vogel                                                 | Weißenburger Straße 40 ·               | 13. Sep. 2013 | Alfons Vogel (* 16. Mai 1877 in Aschaffenburg) Am Morgen des 10. November 1938 drangen fünf Aschaffenburger SS-Leute in die Wohnung von Alfons Vogel in die Weißenburger Straße 40 ein, rissen ihn aus seinem Bett und verschleppten ihn in die Fasanerie. Sie beschimpften ihn, und ein SS-Mann gab aus nächster Nähe mehrere Schüsse auf Vogel ab. Die Mörder ließen den Schwerverletzten im Park zurück und verschwanden. Alfons Vogel konnte sich noch bis an den Rand der Fasanerie schleppen. Der Fahrer eines Milchfuhrwerks fand ihn dort und brachte ihn ins städtische Krankenhaus. Dort starb Vogel am 16. November 1938 |
|      | Anna Berta Wagner und Sohn Julius Wagner                     | Stiftsgasse 16                         | 30. Mai 2015  | Anna Berta Wagner (* 11. Juli 1890 in Memmelsdorf; † in Auschwitz) Tochter der Anna Wagner (* 26. März 1868 in Friesenheim; † in Recklinghausen). Anna Berta Wagner war ledig geblieben und Mutter von sieben Kindern. Am 29. Juli 1940 kam sie mit ihrem jüngsten Sohn Julius Wagner (* 19. Mai 1933 in Wiesbaden; † in Auschwitz) von Steyr in Oberösterreich nach Aschaffenburg, Stiftsgasse 16. Ihre letzte Aschaffenburger Adresse war allerdings eine Obdachlosen-Baracke in der Obernauer Straße an der Mülldeponie Scherbeninsel südlich des Hensbachs. Am 8. März 1943 Wegzug nach Würzburg, von dort in ein politisches Arbeitslager (Zigeunerlager) und ermordet. Auch für den zehnjährigen Julius musste bei seiner Deportation eine Vermögenserklärung abgeben werden, sie enthielt „Schulranzen mit Büchern 2 RM“, „Sparbuch 21,09 RM“. Sohn Josef (* 18. April 1919 in Öttingen; † 10. November 1942 im KZ Groß-Rosen), von Beruf Artist, der am 7. Juli 1941 nach Aschaffenburg kam, wurde am 11. Juni 1942 ins KZ Flossenbürg deportiert und von dort nach Groß-Rosen II und ermordet. Sohn Franz (* 7. Mai 1923 in Wolzig), Artist, der Dachau und Auschwitz überlebte, versuchte Anfang der 50er Jahre im Zuge der Wiedergutmachung Ersatz für einen ihm bei der Einweisung in das KZ Dachau abgenommenen goldenen Siegelring, einen Brillantring und eine goldene Armbanduhr zu erhalten. Die Wiedergutmachungskammer beim Landgericht Würzburg fahndete noch 1963 nach Beweisen dafür, dass Franz Wagner diese Gegenstände tatsächlich in Dachau weggenommen worden waren. |
|      | Rosa Weil                                                    | Goldbacher Straße 3 ·                  | 17. März 2009 | geb. Bronne |
|      | Josef Winkler                                                | Cornelienstraße 1 ·                    | 26. Apr. 2010 | |
|      | Maria Wolfsthal                                              | Herstallstraße 39 ·                    | 20. Sep. 2008 | Maria Wolfsthal (* 23. August 1897 in Bruchsal in Baden) |
|      | Otto Wolfsthal                                               | Herstallstraße 39 ·                    | 20. Sep. 2008 | Otto Wolfsthal (* 23. Juni 1870 in Bamberg) war mit Maria, geb. Schrag verheiratet und kam 1889 nach Aschaffenburg. Er baute zusammen mit seinem Onkel Raphael Wolfsthal ein Bankhaus auf. Er war ein hoch angesehener Bürger der Stadt, der sich sozial engagierte, indem er beispielsweise eine Stiftung zugunsten minderbemittelter Wöchnerinnen und 1915 Stiftung des ersten öffentlichen Röntgengerätes in Aschaffenburg ins Leben rief. Kurzfristig vor der für den 9. September 1942 angeordneten Deportation nach Theresienstadt trafen sich in der Aschaffenburger Herstallstraße 39 Babette Dilsheimer, die Mutter von Otto Wolfsthals Schwägerin, Ida Hamburger und Emma Trier, deren verstorbene Gatten, die Geschäftspartner und Freunde Wolfsthals gewesen waren, die Haushaltsgehilfin Karolina Isaac sowie der Geschäftsmann Max Levi, Mitinhaber des Textilgeschäfts Hamburger in der Steingasse. Sie begingen mithilfe von Veronal einen gemeinsamen Suizid, der Deportation und Ermordung durch die Nationalsozialisten zu entkommen. Sein Grab ist auf dem jüdischen Friedhof am Erbig. Die Gravur der Stolpersteine heißt „Flucht in den Tod – 7. 9. 1942“. Siehe auch: Wolfsthalplatz. |
|      | Ernst Wolpert                                                | Sandgasse 44 ·                         | 13. Sep. 2013 | Ernst Wolpert (* 1. August 1914 in Aschaffenburg), Opfer der Krankenmorde 8. Juni 1942. |